# فنیکس سیتی (آلاباما)
فنیکس سیتی (به انگلیسی: Phenix City) شهری در شهرستان راسل ایالت آلاباما است که مساحت آن ۷۲٫۲۸ کیلومتر مربع است و در سرشماری سال ۲۰۱۰ میلادی، ۳۲٬۸۲۲ نفر جمعیت داشته و تراکم جمعیتی آن، ۴۵۴٫۱ نفر در هر کیلومتر مربع بوده است.

## نگارخانه

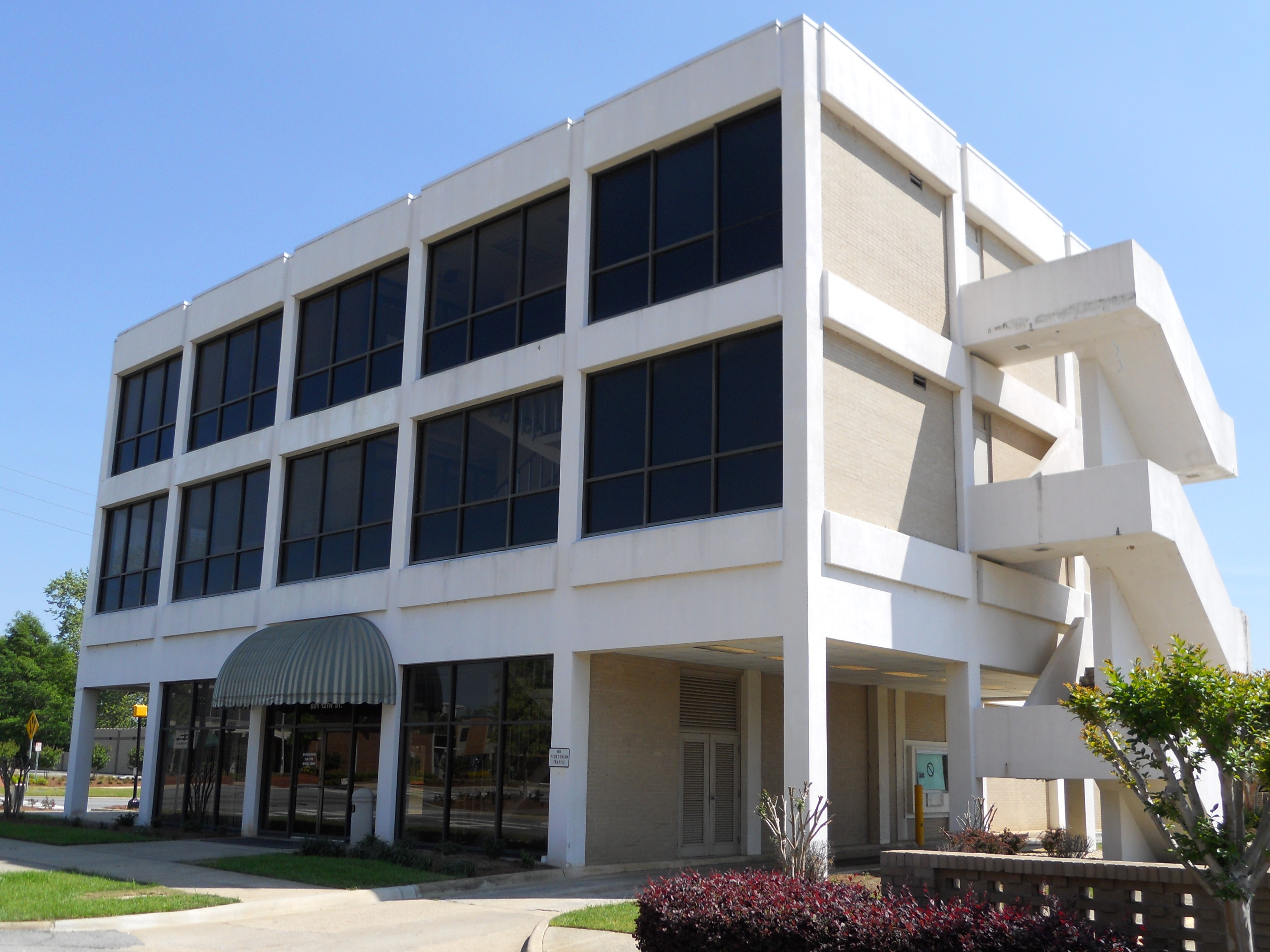
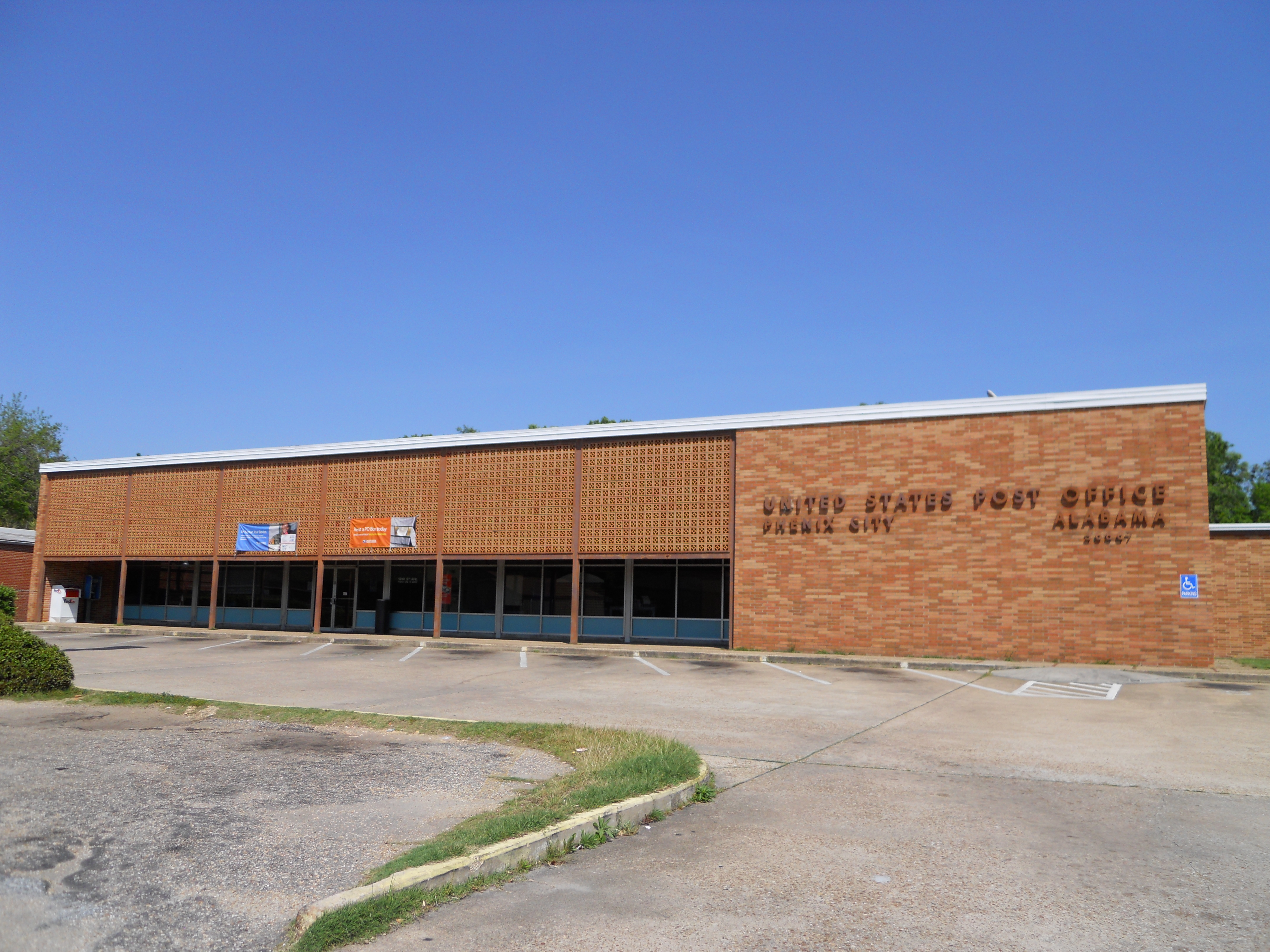
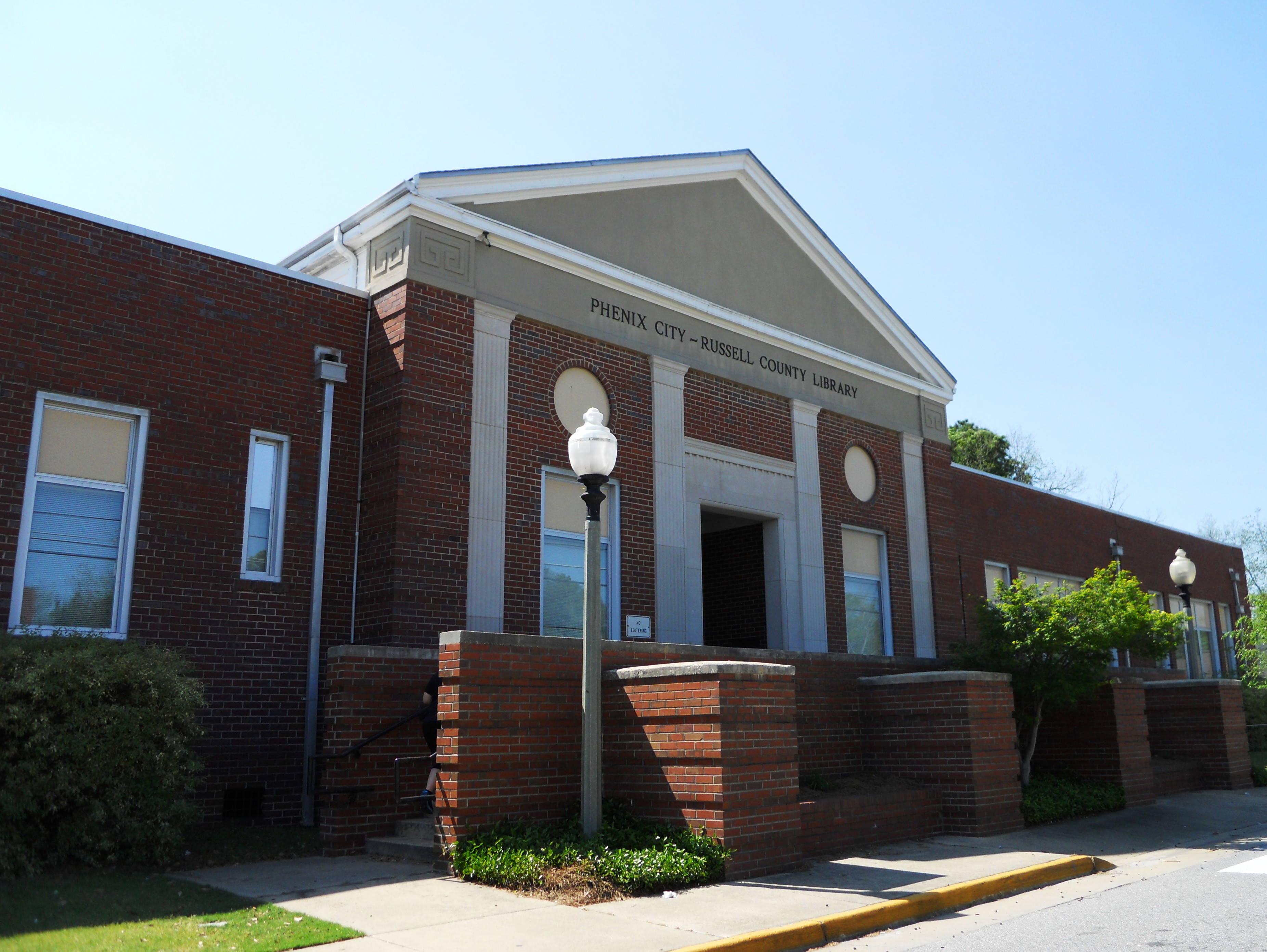
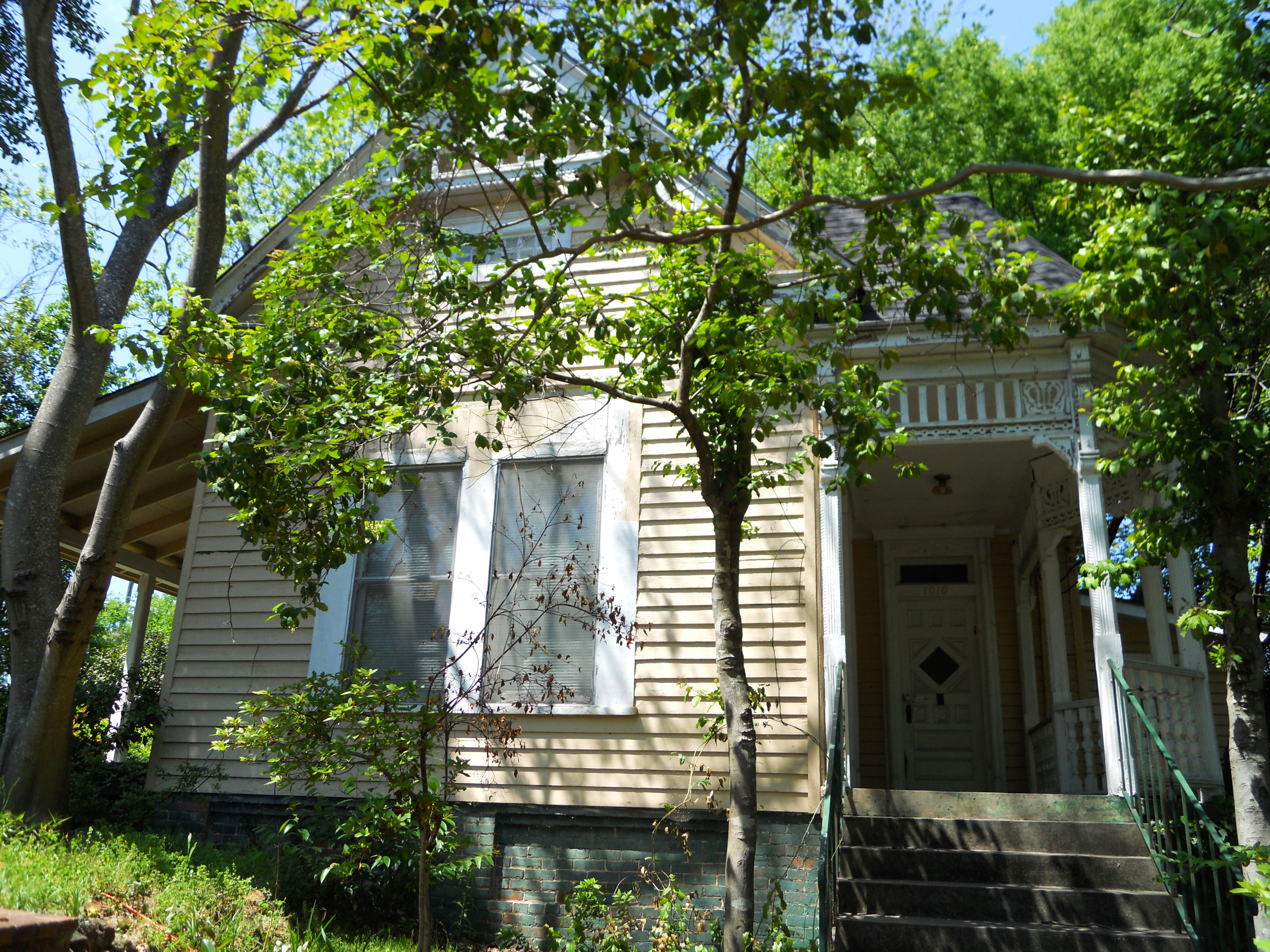
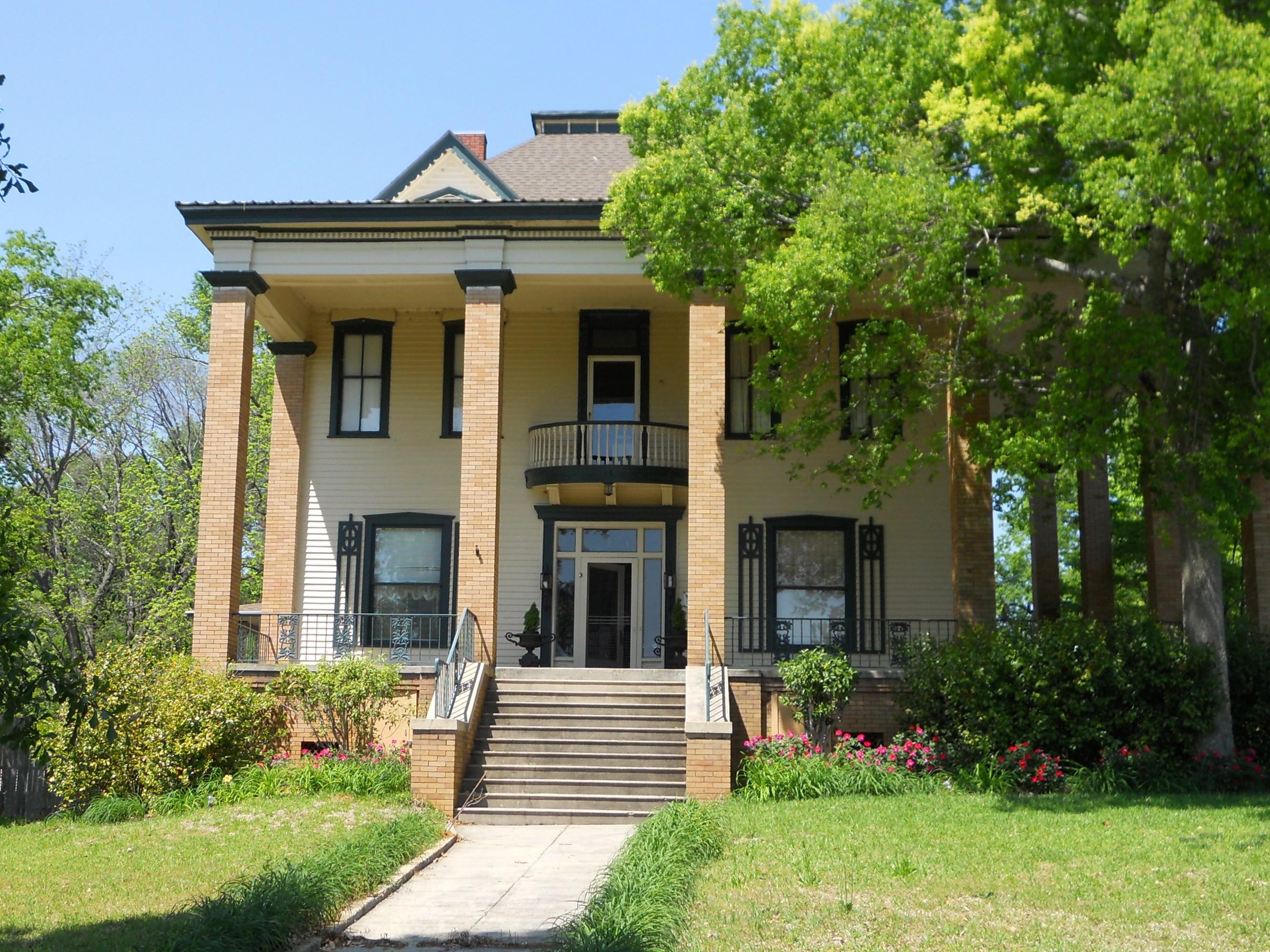
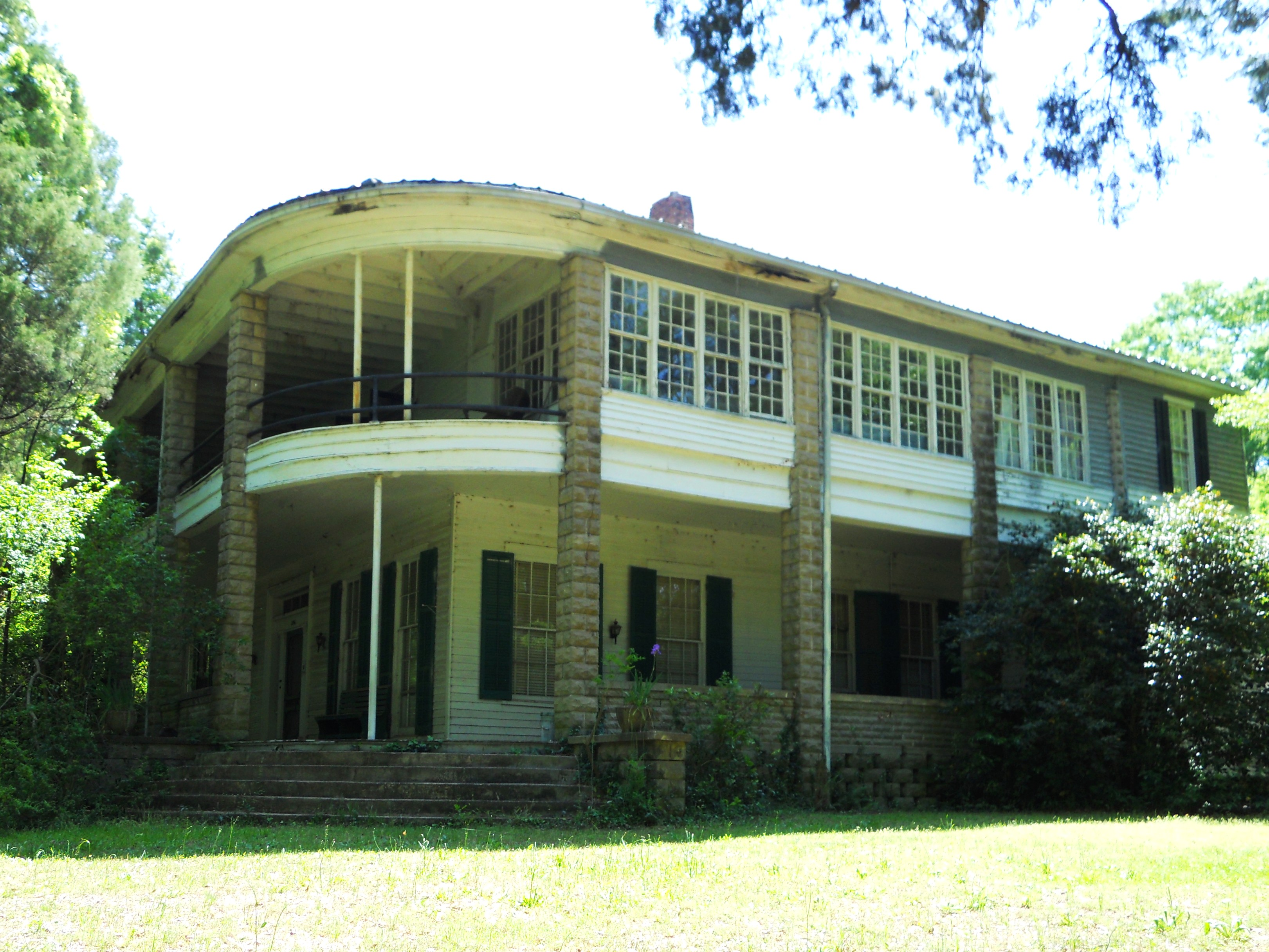
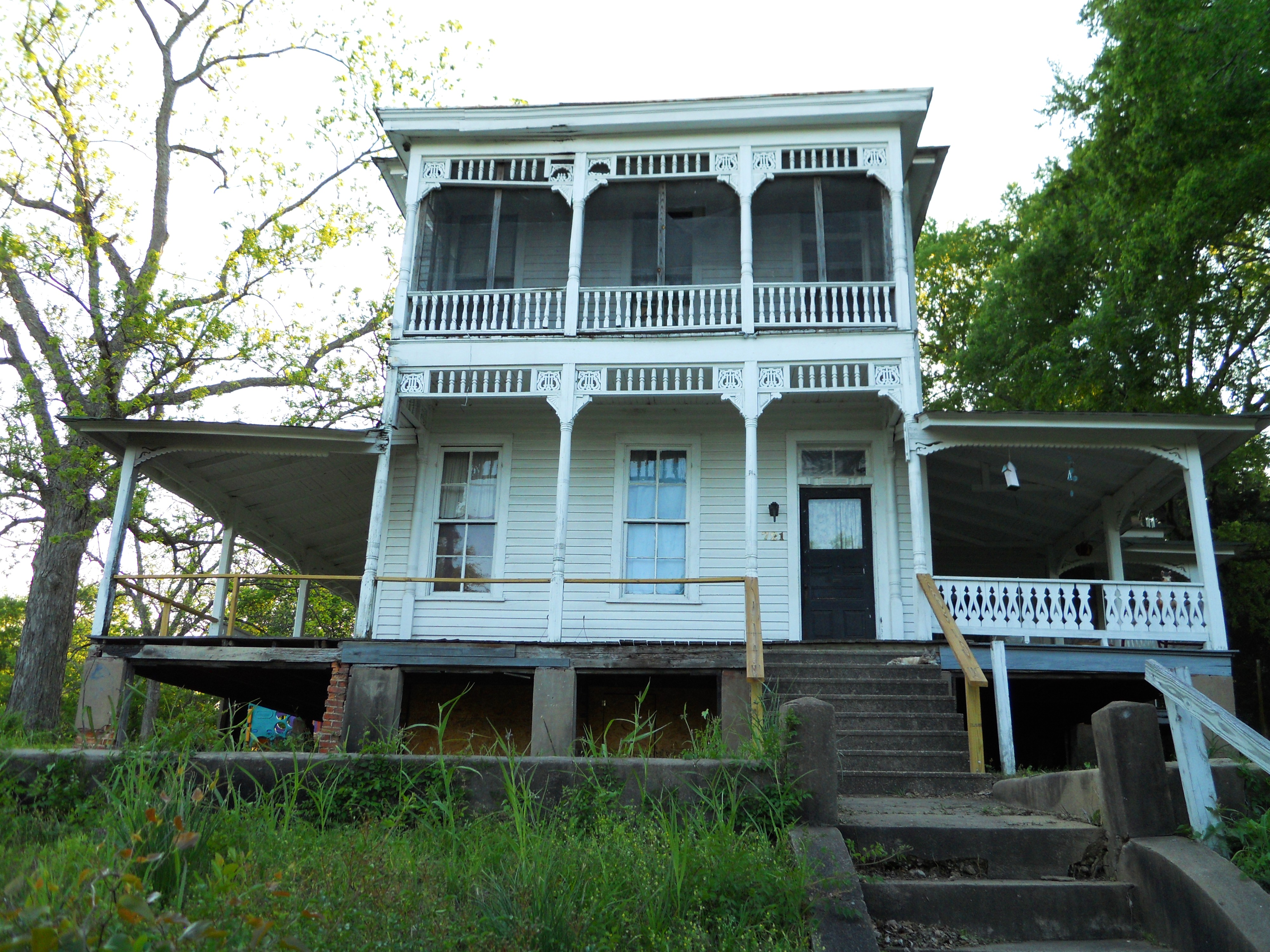